# Дубовик Геннадій Валентинович
Генна́дій Валенти́нович Дубови́к — полковник Збройних сил України.

## З життєпису
Випускник Харківського університету повітряних сил ім. Івана Кожедуба. Командир загону — старший льотчик-інструктор змішаної авіаційної ескадрильї навчальної авіабригади. Згодом — начальник льотного факультету Харківського університету повітряних сил ім. Івана Кожедуба.

## Нагороди
8 вересня 2014 року — за особисту мужність і героїзм, виявлені у захисті державного суверенітету та територіальної цілісності України, вірність військовій присязі під час російсько-української війни, відзначений — нагороджений орденом «За мужність» III ступеня
У серпні 2016-го — орденом Данила Галицького.